# Capronia
Capronia es un género de hongos en la familia Herpotrichiellaceae.